# Streptocarpus dunnii
Streptocarpus dunnii là một loài thực vật có hoa trong họ Tai voi. Loài này được Hook. f. miêu tả khoa học đầu tiên.